# Gran Premio di superbike di Assen 2015
Il Gran Premio di superbike di Assen 2015 è stato la quarta prova del mondiale superbike del 2015, nello stesso fine settimana si è corso il quarto gran premio stagionale del mondiale supersport del 2015.
Le due gare del mondiale Superbike vengono entrambe vinte da Jonathan Rea, mentre Kenan Sofuoğlu giunge primo nella gara valevole per il mondiale Supersport.

## Superbike

### Gara 1
Fonte
Jonathan Rea con la Kawasaki ZX-10R vince gara 1, per il pilota britannico del team Kawasaki Racing si tratta del quinto successo su sette gare in stagione, ventesima affermazione totale della sua carriera nel mondiale Superbike. Secondo si classifica Chaz Davies con la Ducati Panigale R, con al terzo posto il pilota olandese Michael van der Mark, giunto al primo podio in carriera nel mondiale Superbike, risultato che consente, per la prima volta in questa stagione, dopo tre GP (sei gare), ad un pilota di nazionalità non britannica di occupare uno dei posizionamenti a podio. Quinto posto per Tom Sykes, che era partito dalla prima posizione della griglia di partenza, grazie alla superpole ottenuta il sabato.

#### Arrivati al traguardo
| Pos. | Nº  | Pilota               | Squadra                          | Motocicletta      | Giri | Tempo     | Griglia | Punti |
| ---- | --- | -------------------- | -------------------------------- | ----------------- | ---- | --------- | ------- | ----- |
| 1º   | 65  | Jonathan Rea         | Kawasaki Racing                  | Kawasaki ZX-10R   | 21   | 33:48.898 | 2º      | 25    |
| 2º   | 7   | Chaz Davies          | Aruba.it Racing-Ducati SBK       | Ducati Panigale R | 21   | +1.098    | 4º      | 20    |
| 3º   | 60  | Michael van der Mark | Pata Honda                       | Honda CBR1000RR   | 21   | +4.140    | 5º      | 16    |
| 4º   | 91  | Leon Haslam          | Aprilia Racing Team - Red Devils | Aprilia RSV4 RF   | 21   | +4.517    | 3º      | 13    |
| 5º   | 66  | Tom Sykes            | Kawasaki Racing                  | Kawasaki ZX-10R   | 21   | +6.140    | 1º      | 11    |
| 6º   | 81  | Jordi Torres         | Aprilia Racing Team - Red Devils | Aprilia RSV4 RF   | 21   | +11.007   | 8º      | 10    |
| 7º   | 112 | Javier Forés         | Aruba.it Racing-Ducati SBK       | Ducati Panigale R | 21   | +15.029   | 7º      | 9     |
| 8º   | 1   | Sylvain Guintoli     | Pata Honda                       | Honda CBR1000RR   | 21   | +17.718   | 9º      | 8     |
| 9º   | 18  | Nicolás Terol        | Althea Racing                    | Ducati Panigale R | 21   | +22.706   | 12º     | 7     |
| 10º  | 2   | Leon Camier          | MV Agusta Reparto Corse          | MV Agusta F4      | 21   | +22.867   | 11º     | 6     |
| 11º  | 36  | Leandro Mercado      | Barni Racing                     | Ducati Panigale R | 21   | +29.884   | 10º     | 5     |
| 12º  | 15  | Matteo Baiocco       | Althea Racing                    | Ducati Panigale R | 21   | +36.816   | 13º     | 4     |
| 13º  | 40  | Román Ramos          | Team Go Eleven                   | Kawasaki ZX-10R   | 21   | +37.190   | 15º     | 3     |
| 14º  | 44  | David Salom          | Team Pedercini                   | Kawasaki ZX-10R   | 21   | +46.675   | 16º     | 2     |
| 15º  | 59  | Niccolò Canepa       | Hero EBR                         | EBR 1190 RX       | 21   | +1:14.271 | 17º     | 1     |
| 16º  | 23  | Christophe Ponsson   | Grillini SBK                     | Kawasaki ZX-10R   | 21   | +1:14.296 | 19º     |       |
| 17º  | 51  | Santiago Barragán    | Grillini SBK                     | Kawasaki ZX-10R   | 21   | +1:15.979 | 20º     |       |
| 18º  | 75  | Gábor Rizmayer       | BMW Team Tóth                    | BMW S1000 RR      | 20   | +1 giro   | 23º     |       |

#### Ritirati
| Nº | Pilota          | Squadra                 | Motocicletta     | Giri | Griglia |
| -- | --------------- | ----------------------- | ---------------- | ---- | ------- |
| 86 | Ayrton Badovini | BMW Motorrad Italia     | BMW S1000 RR     | 11   | 14º     |
| 10 | Imre Tóth       | BMW Team Tóth           | BMW S1000 RR     | 9    | 24º     |
| 22 | Alex Lowes      | Voltcom Crescent Suzuki | Suzuki GSX-R1000 | 8    | 6º      |
| 14 | Randy de Puniet | Voltcom Crescent Suzuki | Suzuki GSX-R1000 | 8    | 18º     |
| 72 | Larry Pegram    | Hero EBR                | EBR 1190 RX      | 5    | 22º     |
| 90 | Javier Alviz    | Team Pedercini          | Kawasaki ZX-10R  | 0    | 21º     |

### Gara 2
Fonte
Nella seconda gara si ripropone lo stesso identico podio di gara 1, con Jonathan Rea che centra il successo anche in gara 2, portando a compimento la sua seconda doppietta stagionale dopo quella del GP di Buriram, sesta vittoria stagionale su otto gare corse. Nuovamente secondo Chaz Davies con la Ducati Panigale R ed ancora una volta terzo il pilota olandese Michael van der Mark. Si confermano nelle posizioni di gara 1 anche il quarto, Leon Haslam, il quinto, Tom Sykes, ed il sesto posto di Jordi Torres.
Caduto al quarto giro lo spagnolo Nicolás Terol, il pilota del team Althea Racing riporta la frattura del polso destro.
Nella classifica generale, Rea rafforza la sua leadership portandosi a 190 punti totali, segue Haslam con 140, con Davies terzo a 123 punti.

#### Arrivati al traguardo
| Pos. | Nº  | Pilota               | Squadra                          | Motocicletta       | Giri | Tempo     | Griglia | Punti |
| ---- | --- | -------------------- | -------------------------------- | ------------------ | ---- | --------- | ------- | ----- |
| 1º   | 65  | Jonathan Rea         | Kawasaki Racing                  | Kawasaki ZX-10R    | 21   | 33:51.013 | 2º      | 25    |
| 2º   | 7   | Chaz Davies          | Aruba.it Racing-Ducati SBK       | Ducati Panigale R  | 21   | +0.439    | 4º      | 20    |
| 3º   | 60  | Michael van der Mark | Pata Honda                       | Honda CBR1000RR SP | 21   | +2.831    | 5º      | 16    |
| 4º   | 91  | Leon Haslam          | Aprilia Racing Team - Red Devils | Aprilia RSV4 RF    | 21   | +2.992    | 3º      | 13    |
| 5º   | 66  | Tom Sykes            | Kawasaki Racing                  | Kawasaki ZX-10R    | 21   | +6.508    | 1º      | 11    |
| 6º   | 81  | Jordi Torres         | Aprilia Racing Team - Red Devils | Aprilia RSV4 RF    | 21   | +7.092    | 8º      | 10    |
| 7º   | 1   | Sylvain Guintoli     | Pata Honda                       | Honda CBR1000RR SP | 21   | +11.190   | 9º      | 9     |
| 8º   | 112 | Javier Forés         | Aruba.it Racing-Ducati SBK       | Ducati Panigale R  | 21   | +15.636   | 7º      | 8     |
| 9º   | 22  | Alex Lowes           | Voltcom Crescent Suzuki          | Suzuki GSX-R1000   | 21   | +16.402   | 6º      | 7     |
| 10º  | 2   | Leon Camier          | MV Agusta Reparto Corse          | MV Agusta 1000 F4  | 21   | +18.505   | 11º     | 6     |
| 11º  | 15  | Matteo Baiocco       | Althea Racing                    | Ducati Panigale R  | 21   | +21.459   | 13º     | 5     |
| 12º  | 86  | Ayrton Badovini      | BMW Motorrad Italia              | BMW S1000 RR       | 21   | +21.977   | 14º     | 4     |
| 13º  | 44  | David Salom          | Team Pedercini                   | Kawasaki ZX-10R    | 21   | +22.082   | 16º     | 3     |
| 14º  | 36  | Leandro Mercado      | Barni Racing                     | Ducati Panigale R  | 21   | +22.928   | 10º     | 2     |
| 15º  | 40  | Román Ramos          | Team Go Eleven                   | Kawasaki ZX-10R    | 21   | +41.801   | 15º     | 1     |
| 16º  | 23  | Christophe Ponsson   | Grillini SBK                     | Kawasaki ZX-10R    | 21   | +1:06.835 | 19º     |       |
| 17º  | 90  | Javier Alviz         | Team Pedercini                   | Kawasaki ZX-10R    | 20   | +1 giro   | 21º     |       |
| 18º  | 75  | Gábor Rizmayer       | BMW Team Tóth                    | BMW S1000 RR       | 20   | +1 giro   | 23º     |       |

#### Ritirati
| Nº | Pilota            | Squadra                 | Motocicletta      | Giri | Griglia |
| -- | ----------------- | ----------------------- | ----------------- | ---- | ------- |
| 59 | Niccolò Canepa    | Hero EBR                | EBR 1190 RX       | 20   | 17º     |
| 10 | Imre Tóth         | BMW Team Tóth           | BMW S1000 RR      | 15   | 24º     |
| 51 | Santiago Barragán | Grillini SBK            | Kawasaki ZX-10R   | 11   | 20º     |
| 72 | Larry Pegram      | Hero EBR                | EBR 1190 RX       | 7    | 22º     |
| 14 | Randy de Puniet   | Voltcom Crescent Suzuki | Suzuki GSX-R1000  | 5    | 18º     |
| 18 | Nicolás Terol     | Althea Racing           | Ducati Panigale R | 3    | 12º     |

## Supersport
Fonte
Seconda vittoria consecutiva, dopo il primo successo stagionale ottenuto al GP d'Aragona, per Kenan Sofuoğlu con la Kawasaki ZX-6R del team Kawasaki Puccetti Racing. Il pilota turco vince la gara, sopravanzando il pilota francese Jules Cluzel, giunto secondo con la MV Agusta F3 675 del team MV Agusta Reparto Corse, con Kyle Smith terzo con la Honda CBR600RR del team Pata Honda.
Nella classifica generale, Sofuoğlu rafforza la sua prima posizione, portandosi a quota 80 punti, seguito da Patrick Jacobsen con 55 punti, con Cluzel terzo con 45 punti totali.

### Arrivati al traguardo
| Pos. | Nº  | Pilota              | Squadra                       | Motocicletta     | Giri | Tempo     | Griglia | Punti |
| ---- | --- | ------------------- | ----------------------------- | ---------------- | ---- | --------- | ------- | ----- |
| 1º   | 54  | Kenan Sofuoğlu      | Kawasaki Puccetti Racing      | Kawasaki ZX-6R   | 18   | 29:44.434 | 2º      | 25    |
| 2º   | 16  | Jules Cluzel        | MV Agusta Reparto Corse       | MV Agusta F3 675 | 18   | +0.879    | 1º      | 20    |
| 3º   | 111 | Kyle Smith          | Pata Honda                    | Honda CBR600RR   | 18   | +0.908    | 4º      | 16    |
| 4º   | 99  | Patrick Jacobsen    | Kawasaki Intermoto Ponyexpres | Kawasaki ZX-6R   | 18   | +3.413    | 3º      | 13    |
| 5º   | 44  | Roberto Rolfo       | Team Lorini                   | Honda CBR600RR   | 18   | +13.968   | 8º      | 11    |
| 6º   | 87  | Lorenzo Zanetti     | MV Agusta Reparto Corse       | MV Agusta F3 675 | 18   | +15.093   | 5º      | 10    |
| 7º   | 14  | Lucas Mahias        | Kawasaki Intermoto Ponyexpres | Kawasaki ZX-6R   | 18   | +18.921   | 7º      | 9     |
| 8º   | 5   | Marco Faccani       | San Carlo Puccetti Racing     | Kawasaki ZX-6R   | 18   | +22.948   | 9º      | 8     |
| 9º   | 25  | Alex Baldolini      | Race Department ATK#25        | MV Agusta F3 675 | 18   | +27.274   | 15º     | 7     |
| 10º  | 84  | Riccardo Russo      | CIA Landlords Insurance Honda | Honda CBR600RR   | 18   | +27.354   | 16º     | 6     |
| 11º  | 36  | Martín Cárdenas     | CIA Landlords Insurance Honda | Honda CBR600RR   | 18   | +27.488   | 17º     | 5     |
| 12º  | 61  | Fabio Menghi        | VFT Racing                    | Yamaha YZF R6    | 18   | +32.056   | 13º     | 4     |
| 13º  | 6   | Dominic Schmitter   | Team Go Eleven                | Kawasaki ZX-6R   | 18   | +44.517   | 14º     | 3     |
| 14º  | 4   | Gino Rea            | CIA Landlords Insurance Honda | Honda CBR600RR   | 18   | +47.587   | 10º     | 2     |
| 15º  | 69  | Luigi Morciano      | Team Lorini                   | Honda CBR600RR   | 18   | +1:01.998 | 21º     | 1     |
| 16º  | 74  | Kieran Clarke       | CIA Landlords Insurance Honda | Honda CBR600RR   | 18   | +1:02.051 | 19º     |       |
| 17º  | 10  | Nacho Calero        | Orelac Racing                 | Honda CBR600RR   | 18   | +1:15.837 | 20º     |       |
| 18º  | 34  | Ezequiel Iturrioz   | Catbike/exit                  | Kawasaki ZX-6R   | 17   | +1 giro   | 22º     |       |
| 19º  | 9   | Ratthapark Wilairot | Core'' Motorsport Thailand    | Honda CBR600RR   | 16   | +2 giri   | 11º     |       |

### Ritirati
| Nº | Pilota             | Squadra        | Motocicletta   | Giri | Griglia |
| -- | ------------------ | -------------- | -------------- | ---- | ------- |
| 11 | Christian Gamarino | Team Go Eleven | Kawasaki ZX-6R | 12   | 6º      |
| 19 | Kevin Wahr         | SMS Racing     | Honda CBR600RR | 12   | 12º     |
| 68 | Glenn Scott        | AARK Racing    | Honda CBR600RR | 9    | 18º     |